# 1071
1071 (MLXXI) je bilo navadno leto, ki se je po julijanskem koledarju začelo na soboto.

## Dogodki

### Normanska Anglija
- Viljem I. Angleški zatre upor v močvirju Fens v vzhodni Angliji, ki ga vodita razlaščeni northumbrijski grof Morcar in Hereward Pazljivi. Morcarja Viljem ujame, Herewardu uspe pobegniti. Upor  zahteva veliko vojaških in finančnih sredstev, saj je bilo močvirje naraven zaklon in šele podkupljivi menihi so pokazali prebrodljivo pot, ki je Viljemovo vojsko spravila za hrbet upornikov.
- Istega leta se upre Morcarjev brat in grof Mercije Edwin, vendar je hitro izdan Normanom in ubit.

### Bizantinsko cesarstvo
- 15. april - Italonormani pod vodstvom Roberta Guiscarda zasedejo Bari, zadnjo bizantinsko oporišče v Italiji]. Obleganje je trajalo tri leta in kljub vsem težavam tekom obleganja je Guiscard braniteljem Barija dal ugodne pogoje za predajo.

- 26. avgust - Bitka pri Manzikertu: Seldžuki pod vodstvom Alp Arslana odločujoče porazijo Bizantince, ki jih vodi Roman IV. Diogen, in si odprejo pot za zasedbo celotne  Male Azije. Romana IV. Diogen po bitki ujamejo, a kasneje ga  sultan Alp Arslan za zmeren letni tribut izpusti, kar izkoristijo cesarjevi nasprotniki, ki Romana odstavijo in oslepijo.
- 24. oktober - Kronanje Mihaela VII. Parapinaka za bizantinskega cesarja. Opozicija, zbrana okoli Mihaela Dukasa odstrani Romana IV. Diogena. Bivšega cesarja in socesarico Evdokijo Makrembolitiso novi cesar pošlje v samostan.
- Poskus restavracije bolgarskega cesarstva, ki pa ga Bizantinci v kali zatrejo.

### Ostalo
- 22. februar - Bitka pri Casselu: zaključek nasledstvene vojne za grofijo Flandrijo. Zmaga  Robert I. nad Arnulfom III.
- Vojvoda Velf I. Bavarski se poroči z Judito Flandrijsko, vdovo Tostiga Godwinssona.
- Galicijski kralj Garcija II. zatre upor portugalskega grofa Nuna II. Mendesa in se okliče za portugalskega kralja.
- Kastiljski kralj Sančo II. odvzame svojima bratoma kraljevini in si ju priključi Kastiliji. Garciji II. odvzame Galicijo, Alfonzu VI. pa Leon.

## Rojstva
- 22. oktober - Vilijem IX. Akvitanski, vojvoda in trubadur († 1126)

## Smrti
- 18. januar - Nuno II. Mendes, portugalski grof
- 22. februar - Arnulf III., flandrijski grof (* 1055)
- Ali Hudživiri, perzijski sufi (* 990)